# Going Clear: Scientology and the Prison of Belief
Going Clear: Scientology and the Prison of Belief (Going clear: Cienciología y la prisión de la fe) es una película documental sobre la Cienciología. Dirigida por Alex Gibney y producida por HBO, se basa en el libro de  Lawrence Wright Going Clear: Scientology, Hollywood and the Prison of Belief (2013). Se estrenó el 2015 en el Festival de Cine de Sundance en Park City, Utah. Recibió el elogio generalizado de la crítica y fue nominada a siete Premios Emmy, de los que ganó tres, incluido mejor documental. También  recibió el Premio Peabody y ganó un premio a mejor documental del Sindicato de Guionistas de Estados Unidos.
La película analiza las declaraciones de la iglesia al presentar un resumen de la historia de la cienciología y su fundador, L. Ron Hubbard, y examina cómo las celebridades interaccionan con la iglesia, destacando las historias de varios exmiembros y los abusos y explotación que presenciaron y experimentaron. La Iglesia de la Cienciología respondió vehementemente, quejándose de los críticos sobre sus comentarios y denunciando a los cineastas y sus entrevistados.
Going Clear se exhibió en un número limitado de cines el  13 de marzo de 2015 y se transmitió en HBO el 29 de marzo de 2015. Fue un éxito en índice de audiencia y a mediados de abril de 2015 había atraído 5,5 millones de espectadores, lo que lo convirtió en el segundo documental más visto de HBO de la última década. Luego se estrenó internacionalmente, llevándose a cines y la televisión a pesar de una campaña prolongada por parte de iglesia para impedir su exhibición.
- 2015: Satellite Awards: Nominado a mejor documental
- 2015: Sindicato de Directores (DGA): Nominado a Mejor director / Documental
- 2015: Sindicato de Guionistas (WGA): Mejor guion en documental
- 2015: Critics Choice Awards: Nominado a Mejor documental